# Zapasy na Letnich Igrzyskach Olimpijskich 1988 – kategoria do 68 kg w stylu klasycznym
Zmagania mężczyzn do 68 kg to jedna z dziesięciu męskich konkurencji w zapasach w stylu klasycznym rozgrywanych podczas Letnich Igrzysk Olimpijskich 1988. Pojedynki w tej kategorii wagowej odbyły się w dniach 20 – 22 września.

## Klasyfikacja[1]
| Pozycja | Nazwisko                         | Kraj              |
| ------- | -------------------------------- | ----------------- |
| 1       | Lewon Dżulfalakian               | ZSRR              |
| 2       | Kim Seong-mun                    | Korea Południowa  |
| 3       | Tapio Sipilä                     | Finlandia         |
| 4       | Petrică Cărare                   | Rumunia           |
| 5       | Jerzy Kopański                   | Polska            |
| 6       | Yasuhiro Ōkubo                   | Japonia           |
| 7       | Morten Brekke                    | Norwegia          |
| 8       | Attila Repka                     | Węgry             |
| 9       | Herminio Hidalgo                 | Panama            |
| 9       | Andy Seras                       | Stany Zjednoczone |
| 11      | Sümer Koçak                      | Turcja            |
| 11      | Nandor Sabo                      | Jugosławia        |
| 11      | Claudio Passarelli               | RFN               |
| 14      | Lars Lagerborg                   | Szwecja           |
| 15      | Georgi Karamanliew               | Bułgaria          |
| 15      | Franck Abrial                    | Francja           |
| 17      | Zouheir Hory                     | Syria             |
| 17      | Aristidis Grigorakis             | Grecja            |
| 17      | Edmundo Ichillumpa               | Peru              |
| 20      | Francisco Barcia                 | Hiszpania         |
| 20      | Masud Ghadimi                    | Iran              |
| 20      | Sa’id as-Sawakin                 | Maroko            |
| 23      | Markus Pittner                   | Austria           |
| 24      | Zhao Jianqiang                   | Chiny             |
| 25      | Daniel Navarrete                 | Argentyna         |
| 26      | Gustavo Manzur                   | Salwador          |
| 26      | Abdullah Al-Shamsi               | Jemen Północny    |
| 26      | Doug Yeats                       | Kanada            |
| 26      | Abd al-Latif Chalaf Abd al-Latif | Egipt             |
| 26      | Muneir Al-Masri                  | Jordania          |
| 26      | Kiptoo Salbei                    | Kenia             |

## Zasady
Uczestnicy zostali podzieleni na dwie grupy. Zawodnik który przegrał dwie walki odpadł z dalszej rywalizacji.
- TF — Łopatki
- SO — Przewaga (12-14 punktów różnicy, pokonany bez punktów)
- ST — Przewaga (15 punktów różnicy, przewaga techniczna)
- PP — Na punkty (Pokonany zdobył punkty)
- PO — Na punkty (Pokonany bez punktów)
- P1 — Pasywność (Przy prowadzeniu różnicą 1-11 punktów)
- DQ — Dyskwalifikacja/Walkower

## Wyniki

### Rundy eliminacyjne

#### Grupa A
| Liczba porażek | Zawodnik           | Wynik    | Czas/Punkty | Zawodnik           | Liczba porażek |         |
| Runda 1        | Runda 1            | Runda 1  | Runda 1     | Runda 1            | Runda 1        | Runda 1 |
| -------------- | ------------------ | -------- | ----------- | ------------------ | -------------- | ------- |
| 1              | Zouheir Hory       | 0-3 P1   | 4:25        | Herminio Hidalgo   | 0              |         |
| 0              | Francisco Barcia   | 3-1 PP   | 7-5         | Daniel Navarrete   | 1              |         |
| 1              | Morten Brekke      | 0-3 PO   | 0-5         | Kim Seong-mun      | 0              |         |
| 1              | Abdullah Al-Shamsi | 0-4 TF   | 2:43        | Yasuhiro Ōkubo     | 0              |         |
| 0              | Masud Ghadimi      | 3-1 PP   | 2-1         | Zhao Jianqiang     | 1              |         |
| 1              | Franck Abrial      | 0-3 PO   | 0-7         | Claudio Passarelli | 0              |         |
| 0              | Sa’id as-Sawakin   | 3-0 P1   | 5:40        | Gustavo Manzur     | 1              |         |
| 1              | Nandor Sabo        | 0-3.5 SO | 0-13        | Tapio Sipilä       | 0              |         |
| Runda 2        |                    |          |             |                    |                |         |
| 1              | Zouheir Hory       | 4-0 ST   | 15-0        | Francisco Barcia   | 1              |         |
| 0              | Herminio Hidalgo   | 3-0 P1   | 5:42        | Daniel Navarrete   | 2              |         |
| 1              | Morten Brekke      | 4-0 ST   | 17-0        | Abdullah Al-Shamsi | 2              |         |
| 0              | Kim Seong-mun      | 3-1 PP   | 10-1        | Yasuhiro Ōkubo     | 1              |         |
| 1              | Masud Ghadimi      | 0-4 TF   | 1:07        | Franck Abrial      | 1              |         |
| 2              | Zhao Jianqiang     | 1-3 PP   | 1-8         | Claudio Passarelli | 0              |         |
| 1              | Sa’id as-Sawakin   | 0-3 P1   | 1:59        | Nandor Sabo        | 1              |         |
| 2              | Gustavo Manzur     | 0-4 ST   | 0-15        | Tapio Sipilä       | 0              |         |
| Runda 3        |                    |          |             |                    |                |         |
| 2              | Zouheir Hory       | 0-3 P1   | 5:24        | Morten Brekke      | 1              |         |
| 0              | Herminio Hidalgo   | 3-0 P1   | 4:31        | Francisco Barcia   | 2              |         |
| 0              | Kim Seong-mun      | 4-0 DQ   | 5:46        | Masud Ghadimi      | 2              |         |
| 1              | Yasuhiro Ōkubo     | 3-1 PP   | 7-6         | Franck Abrial      | 2              |         |
| 1              | Claudio Passarelli | 1-3 PP   | 3-4         | Nandor Sabo        | 1              |         |
| 2              | Sa’id as-Sawakin   | 0-3 PO   | 0-7         | Tapio Sipilä       | 0              |         |
| Runda 4        |                    |          |             |                    |                |         |
| 1              | Herminio Hidalgo   | 1-3 PP   | 1-4         | Morten Brekke      | 1              |         |
| 0              | Kim Seong-mun      | 3-0 P1   | 5:08        | Claudio Passarelli | 2              |         |
| 1              | Yasuhiro Ōkubo     | 3-1 PP   | 2-1         | Nandor Sabo        | 2              |         |
| 0              | Tapio Sipilä       |          |             | Bez walki          |                |         |
| Runda 5        |                    |          |             |                    |                |         |
| 0              | Tapio Sipilä       | 3-0 PO   | 2-0         | Morten Brekke      | 2              |         |
| 2              | Herminio Hidalgo   | 0-4 ST   | 2-18        | Kim Seong-mun      | 0              |         |
| 1              | Yasuhiro Ōkubo     |          |             | Bez walki          |                |         |
| Runda 6        |                    |          |             |                    |                |         |
| 2              | Yasuhiro Ōkubo     | 0-3 PO   | 0-10        | Tapio Sipilä       | 0              |         |
| 0              | Kim Seong-mun      |          |             | Bez walki          |                |         |
| Runda 7        |                    |          |             |                    |                |         |
| 0              | Kim Seong-mun      | 3-1 PP   | 8-3         | Tapio Sipilä       | 1              |         |

#### Klasyfikacja
| Zawodnik           | Przegrane | Runda | Punkty |
| ------------------ | --------- | ----- | ------ |
| Kim Seong-mun      | 0         | -     | 20     |
| Tapio Sipilä       | 1         | -     | 17.5   |
| Yasuhiro Ōkubo     | 2         | 6     | 11     |
| Morten Brekke      | 2         | 5     | 10     |
| Herminio Hidalgo   | 2         | 5     | 10     |
| Nandor Sabo        | 2         | 4     | 7      |
| Claudio Passarelli | 2         | 4     | 7      |
| Franck Abrial      | 2         | 3     | 5      |
| Zouheir Hory       | 2         | 3     | 4      |
| Francisco Barcia   | 2         | 3     | 3      |
| Masud Ghadimi      | 2         | 3     | 3      |
| Sa’id as-Sawakin   | 2         | 3     | 3      |
| Zhao Jianqiang     | 2         | 2     | 2      |
| Daniel Navarrete   | 2         | 2     | 1      |
| Gustavo Manzur     | 2         | 2     | 0      |
| Abdullah Al-Shamsi | 2         | 2     | 0      |

#### Grupa B
| Liczba porażek | Zawodnik                         | Wynik   | Czas/Punkty | Zawodnik                         | Liczba porażek |         |
| Runda 1        | Runda 1                          | Runda 1 | Runda 1     | Runda 1                          | Runda 1        | Runda 1 |
| -------------- | -------------------------------- | ------- | ----------- | -------------------------------- | -------------- | ------- |
| 0              | Jerzy Kopański                   | 3-0 P1  | 5:36        | Sümer Koçak                      | 1              |         |
| 1              | Abd al-Latif Chalaf Abd al-Latif | 0-3 PO  | 0-9         | Lars Lagerborg                   | 0              |         |
| 0              | Aristidis Grigorakis             | 4-0 ST  | 15-0        | Muneir Al-Masri                  | 1              |         |
| 1              | Edmundo Ichillumpa               | 0-4 ST  | 0-16        | Andy Seras                       | 0              |         |
| 1              | Markus Pittner                   | 1-3 PP  | 2-5         | Petrică Cărare                   | 0              |         |
| 1              | Doug Yeats                       | 0-4 ST  | 0-15        | Lewon Dżulfalakian               | 0              |         |
| 1              | Kiptoo Salbei                    | 0-4 ST  | 0-15        | Georgi Karamanliew               | 0              |         |
| 0              | Attila Repka                     |         |             | Bez walki                        |                |         |
| Runda 2        |                                  |         |             |                                  |                |         |
| 1              | Attila Repka                     | 0-3 PO  | 0-4         | Jerzy Kopański                   | 0              |         |
| 1              | Sümer Koçak                      | 4-0 TF  | 4:34        | Abd al-Latif Chalaf Abd al-Latif | 2              |         |
| 0              | Lars Lagerborg                   | 3-0 P1  | 5:17        | Aristidis Grigorakis             | 1              |         |
| 2              | Muneir Al-Masri                  | 0-4 TF  | 1:16        | Edmundo Ichillumpa               | 1              |         |
| 0              | Andy Seras                       | 4-0 ST  | 15-0        | Markus Pittner                   | 2              |         |
| 0              | Petrică Cărare                   | 3-0 P1  | 3:45        | Doug Yeats                       | 2              |         |
| 0              | Lewon Dżulfalakian               | 4-0 ST  | 16-0        | Kiptoo Salbei                    | 2              |         |
| 0              | Georgi Karamanliew               |         |             | Bez walki                        |                |         |
| Runda 3        |                                  |         |             |                                  |                |         |
| 1              | Georgi Karamanliew               | 0-3 P1  | 5:10        | Attila Repka                     | 1              |         |
| 1              | Jerzy Kopański                   | 0-0 DQ  | 5:22        | Lars Lagerborg                   | 1              |         |
| 1              | Sümer Koçak                      | 3-0 P1  | 4:14        | Aristidis Grigorakis             | 2              |         |
| 2              | Edmundo Ichillumpa               | 0-4 ST  | 0-19        | Petrică Cărare                   | 0              |         |
| 1              | Andy Seras                       | 1-3 PP  | 2-9         | Lewon Dżulfalakian               | 0              |         |
| Runda 4        |                                  |         |             |                                  |                |         |
| 2              | Georgi Karamanliew               | 0-3 P1  | 5:29        | Jerzy Kopański                   | 1              |         |
| 1              | Attila Repka                     | 3-0 P1  | 3:35        | Sümer Koçak                      | 2              |         |
| 2              | Lars Lagerborg                   | 0-0 DQ  | 5:33        | Andy Seras                       | 2              |         |
| 1              | Petrică Cărare                   | 1-3 PP  | 4-8         | Lewon Dżulfalakian               | 0              |         |
| Runda 5        |                                  |         |             |                                  |                |         |
| 2              | Attila Repka                     | 0-3 PO  | 0-1         | Petrică Cărare                   | 1              |         |
| 2              | Jerzy Kopański                   | 0-4 TF  | 0:34        | Lewon Dżulfalakian               | 0              |         |

#### Kwalifikacje
| Zawodnik                         | Przegrane | Runda | Punkty |
| -------------------------------- | --------- | ----- | ------ |
| Lewon Dżulfalakian               | 0         | -     | 18     |
| Petrică Cărare                   | 1         | -     | 14     |
| Jerzy Kopański                   | 2         | 5     | 9      |
| Attila Repka                     | 2         | 5     | 6      |
| Andy Seras                       | 2         | 4     | 9      |
| Sümer Koçak                      | 2         | 4     | 7      |
| Lars Lagerborg                   | 2         | 4     | 6      |
| Georgi Karamanliew               | 2         | 4     | 4      |
| Aristidis Grigorakis             | 2         | 3     | 4      |
| Edmundo Ichillumpa               | 2         | 3     | 4      |
| Markus Pittner                   | 2         | 2     | 1      |
| Doug Yeats                       | 2         | 2     | 0      |
| Abd al-Latif Chalaf Abd al-Latif | 2         | 2     | 0      |
| Muneir Al-Masri                  | 2         | 2     | 0      |
| Kiptoo Salbei                    | 2         | 2     | 0      |

### Runda finałowa[14]
| Zawodnik                  | Wynik                 | Czas/Punkty           | Zawodnik              |                       |
| Pojedynek o 7 miejsce     | Pojedynek o 7 miejsce | Pojedynek o 7 miejsce | Pojedynek o 7 miejsce | Pojedynek o 7 miejsce |
| ------------------------- | --------------------- | --------------------- | --------------------- | --------------------- |
| Morten Brekke             | 3-1 PP                | 6-5                   | Attila Repka          |                       |
| Pojedynek o 5 miejsce     |                       |                       |                       |                       |
| Yasuhiro Ōkubo            | 0-3 P1                | 5:07                  | Jerzy Kopański        |                       |
| Pojedynek o brązowy medal |                       |                       |                       |                       |
| Tapio Sipilä              | 3-1 PP                | 7-4                   | Petrică Cărare        |                       |
| Finał                     |                       |                       |                       |                       |
| Kim Seong-mun             | 1-3 PP                | 3-9                   | Lewon Dżulfalakian    |                       |